# 外国人土地法
外国人土地法（がいこくじんとちほう、大正14年4月1日法律第42号）は、外国人・外国法人の日本における土地の権利に関する日本の法律である。
1925年（大正14年）に制定され、1926年（大正15年）11月10日施行。所管は法務省。旧法にあたる外国人ノ土地所有権ニ関スル法律（明治43年4月13日法律第51号）を廃止している。

## 概要
第1条では、日本人・日本法人による土地の権利の享有を制限している国に属する外国人・外国法人に対しては、日本における土地の権利の享有について、その外国人・外国法人が属する国が制限している内容と同様の制限を政令によってかけることができると定めている。
また、第4条では、国防上必要な地区においては、政令によって外国人・外国法人の土地に関する権利の取得を禁止、または条件もしくは制限をつけることができると定めている。
第4条に関しては1926年（大正15年）に「外国人土地法施行令」（大正15年11月3日勅令第334号）が定められ、国防上重要な地域における外国人による土地の取得に関して、陸軍大臣、海軍大臣の許可を得ることを義務づけていた。
外国人土地法施行令では、別表に対象地域を規定し、伊豆七島、小笠原諸島、対馬、沖縄諸島、南樺太、千島列島など外国に近い位置にある島々や、横須賀、舞鶴、呉、佐世保など帝国海軍鎮守府所在地が対象となっていた。
外国人土地法施行令は太平洋戦争終戦後の1945年（昭和20年）、「司法省関係許可認可等戦時特例等廃止ノ件」（昭和20年10月24日勅令第598号）によって廃止された。

## 終戦後の運用
終戦後、日本国憲法下においてこの法律に基づく政令はこれまで制定されたことはない。
長い間使われることのなかった法律であるが、韓国資本による活発な対馬の土地買収などが明らかになり、2008年（平成20年）ごろから日本の領土を守るため行動する議員連盟などがこの法律に注目し、参議院議員・山谷えり子と加藤修一が、質問主意書にて日本国政府の見解を質した。法的効力の有効性は確認されたものの、鳩山由紀夫内閣は2009年（平成21年）11月・2010年（平成22年）6月、この法律の活用は検討していないとの答弁書を決定した
。菅直人首相は2010年10月15日の参院予算委員会で、同法についての質問に対し「規制には政令が必要だが、現在は存在せず、事実上この法律も有名無実になっている」と答弁した。同26日、菅内閣は外国人・外国法人による不動産取得の制限について「安全保障上の必要性や個人の財産権の観点等の諸事情を総合考慮した上での検討が必要」とする答弁書を決定した。法務省は1995年に発効されたWTO協定を踏まえれば「外国人であることを理由に、土地取得を一律に制限することは難しい」としている。

### 中国資本による土地取得
2011年5月13日の衆議院外務委員会で、同4月下旬に中華人民共和国政府が東京都心の一等地を一般競争入札で落札したこと（中国大使館都内一等地買収問題）について、相互主義についての質問・答弁がなされた。同様の問題は、他に新潟中国総領事館の万代小学校跡地移転問題や名古屋中国総領事館の国家公務員宿舎跡地移転問題が挙げられる。
また、普天間基地周辺での不動産取得のほか、陸上自衛隊倶知安駐屯地やニセコ演習場の所在するニセコ観光圏においても不動産取得を行っており、「外国人土地取引規制」新法の制定に繋がった。また、ニセコ等では水源も近いことから、水資源保全条例も制定された。

### 安倍政権による「不動産市場における国際展開戦略」
2013年8月2日国土交通省により「不動産市場における国際展開戦略」が発表された。
海外の投資家による日本の不動産への投資を促すという政策であり、円安を受け海外投資家の日本の不動産購入が進んだ。

### 「土地取引規制」新法制定
2021年6月15日、重要施設周辺及び国境離島等における土地等の利用状況の調査及び利用の規制等に関する法律が国会で可決成立された。自衛隊基地や海上保安庁の施設、原子力発電所などの周辺1kmを「注視区域」に指定した同法は、自衛隊基地の中でも司令部機能をもつ場合や無人の離島など、安全保障上さらに重要な土地は「特別注視区域」と定めているほか、国が土地や建物の所有者の氏名や国籍、賃借権を調査できる。また、所有者が外国と関係が深い場合、利用目的の報告を求める。「特別注視区域」では200平方メートル以上の土地を売買する場合は取引した人や団体の氏名や住所、利用目的の事前届出を義務付ける。電波妨害やライフラインの遮断といった恐れがあると判断すれば、利用中止を勧告・命令できる。この命令に従わなければ懲役2年以下か罰金200万円以下を科すほか、「特別注視区域」での無届けや虚偽報告には6カ月以下の懲役か100万円以下の罰金を科すもの。重要土地取引規制法の成立に当たっては、立憲民主党や日本共産党などが強く反発し、参議院でも内閣委員長解任決議案を出すなど抵抗していた。本法については「外国人の土地取引の制限としているが、実際は原発・基地周辺の日本人の土地取引についても調査・制限が及び、原発・基地反対運動を抑え込むためではないか」との批判がある。

## 日本以外における同様の立法例
- 先進国では外国人の土地所有を一般的に禁止する例は少ないが、発展途上国を中心として、外国人の土地所有を一般的に禁止する国・地域は数多い。例として北マリアナ諸島（米国自治領）では、1977年に批准され1978年に施行された北マリアナ諸島憲法の12条1節において、「本コモンウェルス内に所在する不動産の永久的または長期の権益の取得は、北マリアナ諸島に出自を有する者のみに制限される」と定め、外国人は無論、米国市民等であっても血統主義により自治領外人とされる者による土地所有を禁止している[14]。
- アメリカにおいては外国人の土地取得は基本的に自由だが、外国人の取引全般に対し、大統領に安全保障上の取引停止・禁止権限を与えている。[15]
- フィリピンにおいても、外国人の土地所有が禁止されている。
- 韓国は1998年まで、外国人の土地所有を禁止してきた（ごく小規模なものを除く。同年改正前の韓国外国人土地法参照）。
- タイ王国においてはタイ王国土地法第96-2条に基づき外国人は居住に要する土地に限り1ライ（1,600平米）まで所有が認められるほか、区分所有共同住宅法に基づき一部のコンドミニアムの所有が認められるが、これらを除き原則的に外国人の不動産所有は認められていない。